# Lost Memory
Lost Memory (Chinees: 失憶) is een album van Cantopopzanger Sammi Cheng. Het is opgenomen in 1994.

## Tracklist
1. 失憶
2. 苦戀
3. 給最傷心的人
4. 達文西的情人
5. 空前
6. 被愛所困
7. 拉拉扯扯
8. 作主
9. 給母親
10. 情感障礙賽